# Joan Tower
Joan Tower (New Rochelle, Nueva York; 6 de septiembre de 1938) es una compositora, pianista y directora de orquesta estadounidense laureada con el Grammy. Ha sido reconocida por The New Yorker como "una de las compositoras más exitosas de todos los tiempos", sus composiciones audaces y enérgicas se han interpretado en salas de conciertos de todo el mundo. Después de obtener el reconocimiento por su primera composición orquestal, Sequoia (1981), un poema sinfónico que representa estructuralmente un árbol gigante desde el tronco hasta las agujas, ha pasado a componer una variedad de obras instrumentales, incluida Fanfare for the Uncommon Woman, una especie de respuesta a la Fanfare for the Common Man de Aaron Copland, Island Prelude, cinco cuartetos de cuerdas y una variedad de otros poemas sinfónicos. Tower fue pianista y miembro fundador de Da Capo Chamber Players, quienes han recibido encargos y estrenado muchas de sus primeras obras, incluidos sus Petroushskates.

## Vida y carrera
Nacida en New Rochelle, Nueva York, en 1938, Tower se mudó a Bolivia cuando tenía nueve años, experiencia a la que atribuye haber hecho del ritmo una parte integral de su trabajo. Durante la siguiente década, el talento de Tower en la música, particularmente en el piano, creció rápidamente debido a la insistencia de su padre en que se beneficiara de una formación musical constante. La relación de Tower con su padre mineralogista es visible en muchos aspectos de su trabajo, más específicamente en sus "obras minerales", incluidas Black Topaz (1976) y Silver Ladders (1986). Regresó a los Estados Unidos cuando era joven para estudiar música, primero en Bennington College y luego en la Universidad de Columbia, donde estudió con Otto Luening, Jack Beeson y Vladimir Ussachevsky y obtuvo su doctorado en composición en 1968.
En 1969, Tower, junto con el violinista Joel Lester y la flautista Patricia Spencer, fundaron Da Capo Chamber Players, con sede en Nueva York, donde se desempeñó como pianista del ensamble. A finales de la década de 1970 y principios de la de 1980, Tower escribió una serie de trabajos exitosos para Da Capo Players, incluidos Platinum Spirals (1976), Amazon I (1977) y Wings (1981). Aunque el grupo ganó varios premios en sus primeros años, incluido el Premio Naumburg en 1973, Tower dejó el grupo en 1984, animada por el éxito inmediato de su primera composición orquestal, Sequoia (1981). En 1972, Tower aceptó un puesto de profesora de composición en Bard College, un puesto que sigue ocupando en la actualidad. Tower recibió una beca Guggenheim en 1976.
En 1985, un año después de dejar los Da Capo Players, Tower aceptó un puesto en la Orquesta Sinfónica de St. Louis, donde fue compositora residente hasta 1988.
Tower se convirtió en la primera mujer en recibir el Premio Grawemeyer de Música en 1990 por su composición Silver Ladders. En 1993, por encargo del Ballet de Milwaukee, Tower compuso Stepping Stones, una selección de la que luego dirigiría en la Casa Blanca. Otras composiciones de la década de 1990 incluyen la tercera Fanfare for the Uncommon Woman, varios conciertos para piano (como el Concierto para piano n. ° 2 'Rapids' de 1996) y Tambor (1998) escritos para la Orquesta Sinfónica de Pittsburgh. En 1999, Tower aceptó un puesto como compositora en residencia con la Orquesta de St. Luke's y en 1998 ganó el prestigioso premio Alfred I. DuPont de la Sinfónica de Delaware como compositor estadounidense distinguido.
En 2002 Tower ganó el premio anual al compositor de la Sinfónica de Lancaster. Durante la temporada 2003-2004 se estrenaron dos nuevas obras, DNA, un quinteto de percusión encargado a Frank Epstein e Incandescent. En 2004, la grabación de la Orquesta Sinfónica de Nashville de Tambor, Made in America, y su <i>Concierto para orquesta</i> obtuvieron una nominación al Grammy. En 2004, la serie "Making Music" del Carnegie Hall presentó una retrospectiva del trabajo de Tower, interpretada por artistas como el Cuarteto de Cuerda de Tokio y los pianistas Melvin Chen y Ursula Oppens. En 2005, Tower se convirtió en la primera compositora encargada del programa "Ford Made in America", el único proyecto de este tipo que involucra a orquestas de menor presupuesto como agentes encargados de nuevas obras de importantes compositores, en la que su obra de 15 minutos Made in America fue interpretada en todos los estados del país durante la temporada 2005-2007. En 2008, Made in America de Tower y su grabación por la Orquesta Sinfónica de Nashville dirigida por Leonard Slatkin ganaron tres premios Grammy en las categorías Mejor Interpretación Orquestal, Mejor Álbum Clásico y Mejor Composición Clásica Contemporánea.
Tower es profesora de música Asher B. Edelman en Bard College en Annandale-on-Hudson, Nueva York, así como integrante de la Academia Estadounidense de Artes y Letras. También forma parte del panel de Asesoramiento Artístico de la Fundación BMI.

## Obra
Las primeras obras de Tower reflejan la influencia de sus mentores en la Universidad de Columbia y tiene sus raíces en la tradición serialista, cuya escasa textura complementa su interés por la música de cámara. A medida que se desarrollaba como compositora, Tower comenzó a gravitar hacia la obra de Olivier Messiaen y George Crumb y rompió con el estricto modelo serialista. Su trabajo se volvió más colorido y a menudo se ha descrito como impresionista. Suele componer con conjuntos o solistas específicos en mente, y tiene como objetivo explotar las fortalezas de estos intérpretes en su composición.
Entre sus piezas más notables se encuentra la Fanfare for the Uncommon Woman, que está estructurada en seis partes: cada una dedicada a 'mujeres que son aventureras y toman riesgos'. Además la pieza está inspirada en la Fanfare for the Common Man de Aaron Copland; y cuatro de las seis partes están compuestas para ser interpretadas por 3 trompetas, 4 trompas, 3 trombones, una tuba y percusión. La primera se estrenó en 1987 y fue dirigida por Hans Vonk. Para la segunda, que se estrenó en 1989, Tower agregó una percusión, mientras que la tercera, que debutó en 1991, fue escrita para un quinteto de metales dobles. La cuarta y sexta están compuestas para una orquesta completa. La quinta parte fue encargada para el Festival de Música de Aspen en 1993 y fue escrita específicamente para Joan W. Harris. Las primeras cinco partes se agregaron al Registro Nacional de Grabaciones en 2014.

### Lista de obras

#### Ballet
- Stepping Stones (1993), encargada por el Ballet de Milwaukee
  - Coreografiado por Kathryn Posin

#### Orquestal
- Secuoya (1981)
  - encargada por la Fundación Jerome para la American Composers Orchestra, que estrenó la obra con Dennis Russell Davies dirigiendo en la ciudad de Nueva York
- Música para violonchelo y orquesta (1984)
  - escrita para André Emelianoff
- Island Rhythms (1985)
  - comisionada por la Florida Orchestra (con una subvención de Lincoln Properties Company), quien estrenó la obra con Irwin Hoffman el 29 de junio de 1985.
- Concierto para piano (Homenaje a Beethoven) (1985), para piano y orquesta
  - co-comisionado por la Filarmónica del Valle de Hudson, la Orquesta de Cámara de Saint Paul y la Philharmonia Virtuosi, con una beca del National Endowment for the Arts.
- Silver Ladders (1986)
  - encargada por la Orquesta Sinfónica de San Luis y dedicado a Leonard Slatkin, quien dirigió el estreno. La obra fue premiada en los premios Kennedy Center Friedheim de 1988, y en 1990 ganó el prestigioso premio Grawemeyer .
- Concierto para clarinete (1988), para clarinete y orquesta
  - encargado por la Fundación Naumburg al clarinetista Charles Neidich, quien lo estrenó con la American Symphony Orchestra bajo la dirección de Jorge Mester en 1988
- Concierto para flauta (1989), para flauta y orquesta
  - escrito para Carol Wincenc, quien estrenó la obra.
- Island Prelude (1989), para oboe y orquesta de cuerdas
  - escrito para el oboísta Peter Bowman, quien estrenó la obra con la Sinfónica de San Luis bajo la dirección de Leonard Slatkin el 4 de mayo de 1989.
- Concierto para orquesta (1991)
  - co-comisionado por la Sinfónica de Chicago,  la Sinfónica de San Luis y la Filarmónica de Nueva York.
- Fanfare for the Uncommon Woman (1987-1992)
  - encargado por Absolut Vodka para la Orquesta Sinfónica de Houston, la Orquesta Filarmónica de Nueva York, la Orquesta de St. Luke's y la Orquesta Sinfónica de Kansas City. El estreno mundial estuvo a cargo de la Orquesta Sinfónica de Houston con la dirección de Hans Vonk.
- Concierto para violín (1992), para violín y orquesta
  - encargado por el Snowbird Institute y el Barlow Endowment
- Stepping Stones (1993)
  - encargado por el Ballet de Milwaukee
- Duets (1994), para orquesta de cámara
  - escrito para la Orquesta de Cámara de Los Ángeles
- Paganini Trills (1996)
  - Estrenada en Powell Symphony Hall, Saint Louis el 19 de mayo de 1996.
- Rapids (Piano Concerto No. 2) (1996), para piano y orquesta
  - encargado por la Universidad de Wisconsin a la pianista Ursula Oppens
- Tambor (1998)
  - encargado por Mariss Jansons y la Sinfónica de Pittsburgh, quienes la estrenaron el 7 de mayo de 1998.
- The Last Dance (2000)
  - escrita para la Orquesta de St. Luke's, que estrenó la obra con Alan Gilbert (director) en el Carnegie Hall, Nueva York, el 24 de febrero de 2000.
- Fascinating Ribbons (2001), para banda de concierto
  - encargado por la Asociación Nacional de Directores de Bandas Universitarias y se estrenó en la Conferencia CBDNA en 2001.
- Strike Zones (2001), concierto para percusión y orquesta
  - escrita para Evelyn Glennie y la Orquesta Sinfónica Nacional, quienes la estrenaron con Leonard Slatkin en el Kennedy Center, Washington D. C. en octubre de 2001.
- In Memory (2002), para orquesta de cuerdas
  - transcripción de un cuarteto de cuerda que Tower escribió para el Cuarteto de cuerda Cavani
- Made in America (2004), para orquesta de cámara
  - encargada por Ford Made in America en asociación con la League of American Orchestras y Meet the Composer, para un consorcio de más de 60 orquestas amateurs en los Estados Unidos. El estreno mundial fue realizado por la Orquesta Sinfónica de Glens Falls en octubre de 2005.
- Purple Rhapsody (2005), concierto para viola y orquesta de cámara
  - co-comisionado por la Orquesta Sinfónica de Omaha, la Filarmónica de Buffalo, la Sinfónica de Virginia , la Sinfónica de Kansas City, la Orquesta de Cámara ProMusica (Columbus), la Orquesta del Festival de Música Península (Condado de Door) y la Orquesta Sinfónica de Chautauqua, con un beca de la Fundación Musical Serge Koussevitzky en la Biblioteca del Congreso. La obra fue estrenada por el violista Paul Neubauer (a quien está dedicada la obra) y la Orquesta Sinfónica de Omaha en 2005.
- Chamber Dance (2006), para orquesta de cámara
  - escrita para la Orquesta de Cámara de Orpheus, que estrenó la obra en el Carnegie Hall el 6 de mayo de 2006.
- Stroke (2010)
  - comisionado por la Orquesta Sinfónica de Pittsburgh, que estrenó la obra bajo la dirección de Manfred Honeck el 13 de mayo de 2011 en Heinz Hall, Pittsburgh, Pensilvania .
- Red Maple (2013), para fagot y orquesta de cuerdas
  - estrenada por Peter Kolkay, fagot, con la Filarmónica de Carolina del Sur con Morihiko Nakahara el 4 de octubre de 2013.

#### Música de cámara
- Breakfast Rhythms I. and II. (1974), para clarinete solo, flauta, percusión, violín, violonchelo y piano
- Black Topaz (1976), para flauta, clarinete, trompeta, trombón, piano y dos percusiones
- Amazon I. (1977), para flauta, clarinete, violín, violonchelo y piano
- Petroushskates (1980), para flauta, clarinete, violín, violonchelo y piano
- Noon Dance (1982), para flauta, clarinete, percusión, piano, violín y violonchelo
- Fantasy... Harbour Lights (1983), para clarinete y piano
- Snow Dreams (1983), para flauta y guitarra
- Fanfare for the Uncommon Woman (1986), para once metales y tres percusiones
- Island Prelude (1989), para oboe solo y cuarteto de cuerda / quinteto o quinteto de viento
- Second Fanfare for the Uncommon Woman (1989), para once metales y tres percusiones
- Third Fanfare for the Uncommon Woman (1991), para ensamble de diez metales
- Celebration Fanfare (1993), para once metales y tres percusiones
- Elegy (1993), para trombón solo y cuarteto de cuerda
- Fifth Fanfare for the Uncommon Woman (1993), para cuatro trompetas
- Night Fields (String Quartet No. 1) (1994), para cuarteto de cuerdas
- Très lent (Hommage à Messiaen) (1994), para violonchelo y piano
- Turning Points (1995), para clarinete y cuarteto de cuerdas
- And...they're off (1997), para trío de piano
- Rain Waves (1997), para violín, clarinete y piano
- Toccanta (1997), para oboe y clavecín
- Big Sky (2000), para trío de piano
- In Memory (String Quartet No. 2) (2002), para cuarteto de cuerdas
- Incandescent (String Quartet No. 3) (2003), para cuarteto de cuerdas
- For Daniel (2004), para trío de piano
- DNA (2005), para quinteto de percusión
- A Little Gift (2006), para flauta y clarinete
- Copperwave (2006), para quinteto de metales
- A Gift (2007), para flauta, clarinete, fagot, trompa y piano
- Trio Cavany (2007), para trío de piano
- Angels (String Quartet No. 4) (2008), para cuarteto de cuerdas
- Dumbarton Quintet (2008), para quinteto de piano
- Rising (2009), para flauta y cuarteto de cuerda
- White Granite (2010), para cuarteto de piano
  - Trabajo de 17 minutos, co-encargado por el Festival de Música de Verano de St Timothy, Montana, Bravo! Festival de Música de Vail Valley, Colorado, y LaJolla Music Society para SummerFest, California . Estrenada en Georgetown Lake, Montana, el 11 de julio de 2010.
- White Water (String Quartet No. 5) (2011), para cuarteto de cuerdas, encargado para el Daedalus Quartet por Chamber Music Monterey Bay.

#### Vocal
- Can I (2007), para coro y percusionista
  - escrita para el Coro de Jóvenes de la Ciudad de Nueva York, que estrenó la obra bajo la dirección de Francisco J. Nuñez en el Teatro Miller de la ciudad de Nueva York el 27 de abril de 2008.

#### Instrumentos solistas
- Circles (1964), para piano
- Fantasia (1966), para piano
- Platinum Spirals (1976), para violín
- Red Garnet Waltz (1977), para piano
- Wings (1981), para clarinete o saxofón alto
- Clocks (1985), para guitarra
- Or like a...an engine (1994), para piano
- Ascent (1996), para órgano
- Holding a Daisy (1996), para piano
- Valentine Trills (1996), para flauta
- Wild Purple (1998), para viola
- Vast Antique Cubes / Throbbing Still (2000), para piano
- Simply Purple (2008), para viola
- Ivory and Ebony (2009), para piano
- For Marianne (2010), para flauta
- String Force (2010), para violín
- Steps (2011), para piano
- Purple Rush (2016), para viola

## Discografía
- Big Sky: Chamber Music of American Women Composers White Pine WPM202[11]
- Cantos Desiertos / BEASER / TOWER / LIEBERMANN Naxos - No de catálogo: 8.559146[12]
- Chamber and Solo Music Naxos - No de catálogo: 8.559215 Música de cámara, instrumental[13]
- Silver Ladders / Island Prelude / Sequoia Naxos - No de catálogo: FECD-0025[14]
- TOWER: Made in America / Tambor / Concerto for Orchestra Naxos - No de catálogo: 8.559328[15]
- WORLD PREMIERE COLLECTION Naxos- No de catálogo: FECD-0032[16]
- Joan Tower – Silver Ladders / Island Prelude / Music For Cello And Orchestra / Sequoia. Elektra Nonesuch 1990[17]